# Maurice Roy (Geistlicher)

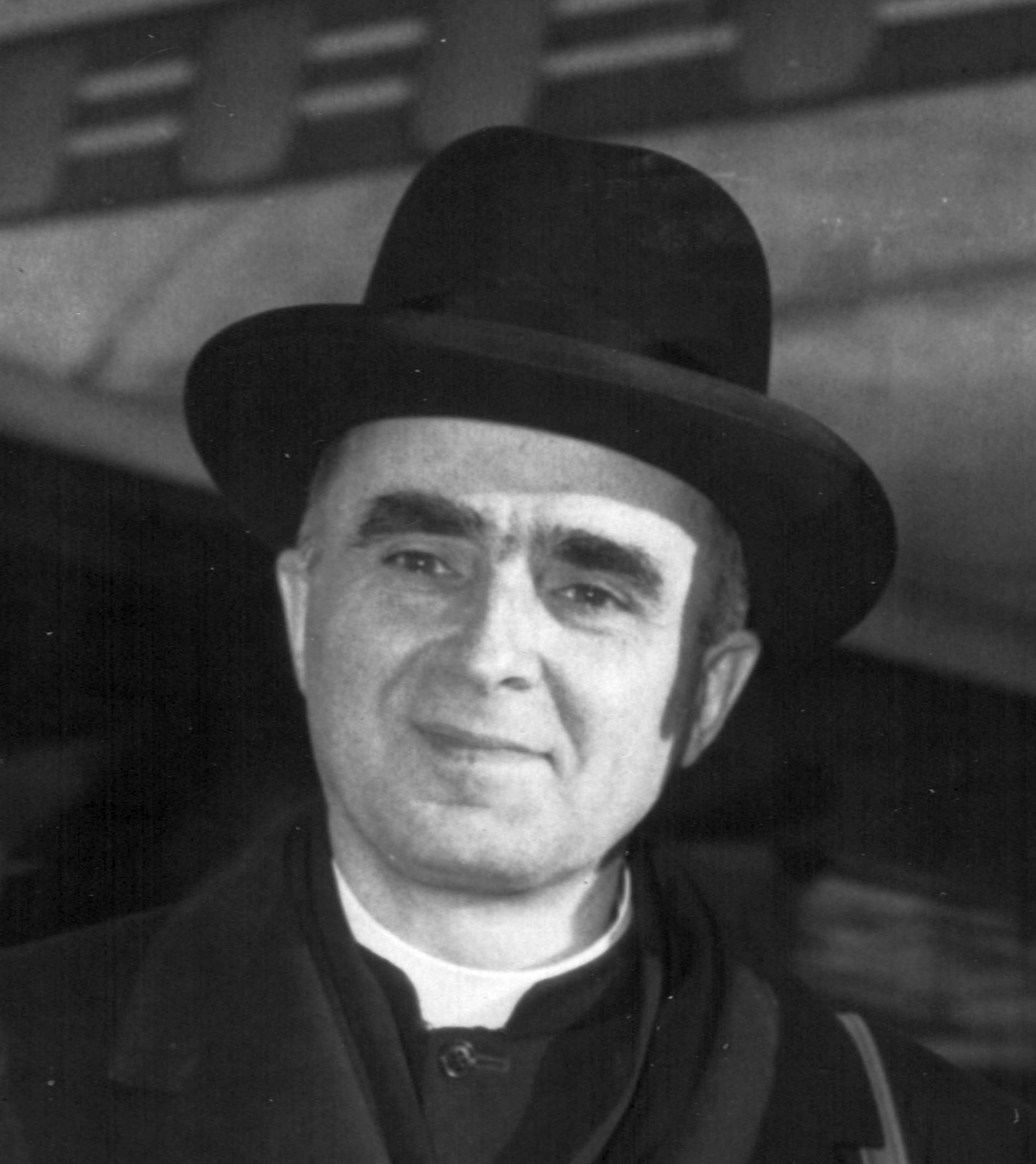
Primas Erzbischof Maurice Roy bei der Rückkehr aus Rom (1956)

Kardinalswappen

Maurice Kardinal Roy, CC, OBE (* 25. Januar 1905 in Québec, Kanada; † 24. Oktober 1985 ebenda) war ein kanadischer Geistlicher und Erzbischof von Québec.

## Leben
Maurice Roy studierte in Québec, Paris und Rom die Fächer Katholische Theologie und Philosophie. Er empfing am 12. Juni 1927 das Sakrament der Priesterweihe durch den Bischof von Nicolet, Joseph-Simon-Herman Brunault, und arbeitete nach Abschluss weiterführender Studien ab 1930 als Dozent am Seminar von Laval. Während des Zweiten Weltkrieges stand er als leitender Kaplan den Militärseelsorgern für die kanadischen Soldaten vor.
Papst Pius XII. ernannte ihn am 22. Februar 1946 zum Bischof von Trois Rivières. Die Bischofsweihe empfing Maurice Roy am 1. Mai desselben Jahres durch den Erzbischof von Québec, Jean-Marie-Rodrigue Kardinal Villeneuve; Mitkonsekratoren waren Albini Lafortune, Bischof von Nicolet, und Arthur Douville, Bischof von Saint-Hyacinthe. Kurz darauf, am 8. Juni, wurde er auch zum Militärbischof für Kanada ernannt.
Am 2. Juni 1947 wurde Maurice Roy Erzbischof von Québec, 1956 verlieh ihm der Papst den Titel des „Primas von Kanada“. Maurice Roy nahm in den Jahren 1962 bis 1965 am Zweiten Vatikanischen Konzil teil. Papst Paul VI. nahm ihn am 22. Februar 1965 als Kardinalpriester mit der Titelkirche Nostra Signora del Santissimo Sacramento e dei Santi Martiri Canadesi in das Kardinalskollegium auf und übertrug ihm zusätzlich zu seiner Funktion als Oberhirte des Erzbistums Québec am 6. Januar 1967 die Leitung der Päpstlichen Kommission „Iustitia et Pax“ und des Päpstlichen Rates für die Laien. 1973 wurde Maurice Kardinal Roy darüber hinaus Präsident des Päpstlichen Komitees für die Familie.
Roy legte am 16. Dezember 1976 zunächst die Leitung der drei Kurialbehörden nieder. Er nahm 1978 im August und Oktober 1978 jeweils am Konklave teil. 1981 nahm Johannes Paul II. auch das Rücktrittsgesuch von der Leitung der Erzdiözese Québec, 1982 das von den Aufgaben des kanadischen Militärbischofs an.
Er starb am 24. Oktober 1985 in Québec und wurde in der dortigen Kathedrale bestattet.